# Микитичі (Володимирський район)
Мики́тичі — село в Україні, в Устилузькій міській територіальній громаді Володимирського району Волинської області.
Населення становить 393 особи. Кількість дворів (квартир) — 112. З них 10 нових (після 1991 р.).

## Географія
Село розташоване на правому березі річки Золотуха.

## Сьогодення
В Микитичах працює неповна середня школа на 110 місць, клуб, бібліотека, дитячий садок, фельдшерсько-акушерський пункт, відділення зв'язку, АТС на 45 номерів, 2 торговельних заклади.
В селі доступні такі телеканали: УТ-1, 1+1, СТБ, Інтер, Обласне телебачення. Радіомовлення здійснюють Радіо «Промінь», Радіо «Світязь», Радіо «Луцьк».
Село негазифіковане. Дорога в задовільному стані. Наявне постійне транспортне сполучення з районним та обласним центрами. Є водопровід.

## Історія
|  | ... На території нинішньої Микитичівської сільради виявлено поселення часів неоліту (IV тисячоліття до н. е.). В с. Кладневі знайдена кам'яна сокира доби бронзи (II тисячоліття до н. е.) |

У 1906 році село Коритницької волості Володимир-Волинського повіту Волинської губернії. Відстань від повітового міста 30 верст, від волості 4. Дворів 76, мешканців 481.
У серпні 2015 року село увійшло до складу новоствореної Устилузької міської громади.
12 червня 2020 року, відповідно до розпорядження Кабінету Міністрів України № 708-р «Про визначення адміністративних центрів та затвердження територій територіальних громад Волинської області», увійшло до складу Устилузької міської територіальної громади.
19 липня 2020 року, в результаті адміністративно-територіальної реформи та ліквідації  Володимир-Волинського району(1940—2020), село увійшло до новоутвореного Володимир-Волинського району (від 18 липня 2022 Володимирського).

## Населення
Згідно з переписом УРСР 1989 року чисельність наявного населення села становила 337 осіб, з яких 137 чоловіків та 200 жінок.
За переписом населення України 2001 року в селі мешкало 390 осіб.

### Мова
Розподіл населення за рідною мовою за даними перепису 2001 року:
| Мова       | Відсоток |
| ---------- | -------- |
| українська | 98,98 %  |
| білоруська | 0,51 %   |
| російська  | 0,51 %   |